# Hans Münch
Hans Wilhelm Münch (14 de mayo de 1911–6 de diciembre de 2001), también conocido como El buen hombre de Auschwitz, fue un miembro del partido nazi alemán que trabajó como médico de las SS durante la Segunda Guerra Mundial en el campo de concentración de Auschwitz de 1943 a 1945 en la Polonia ocupada. Fue absuelto de crímenes de guerra en un juicio de 1947 en Cracovia.
Münch fue apodado El buen hombre de Auschwitz por su negativa a ayudar en los asesinatos en masa. Desarrolló muchos trucos elaborados para mantener con vida a los reclusos. Fue la única persona absuelta de crímenes de guerra en el juicio de Auschwitz de 1947 en Cracovia, donde muchos presos testificaron a su favor. Después de la guerra y el juicio, regresó a Alemania y trabajó como médico en Roßhaupten en Baviera. Afectado por Alzheimer en la vejez, hizo varios comentarios públicos que parecían apoyar la ideología nazi, y fue juzgado por incitar al odio racial y cargos similares. Münch nunca fue sentenciado, ya que todos los tribunales dictaminaron que no estaba en su sano juicio. Murió en 2001.

## Carrera
Después de graduarse , Hans Münch estudió medicina en la Universidad de Tübingen y la Universidad de Múnich. Participó activamente en la sección política del Reichsstudentenführung (dirección de estudiantes universitarios del Reich). En 1934, se unió a la NSDStB.—Nationalsozialistischer Deutscher Studentenbund (Liga Nacionalsocialista de Estudiantes Alemanes)—y a la NSKK—Nationalsozialistisches Kraftfahrerkorps (Cuerpo Nacionalsocialista de Motores). En mayo de 1937 se unió al NSDAP. Se doctoró en 1939.
Cuando comenzó la Segunda Guerra Mundial, reemplazó a los médicos rurales en sus prácticas en el campo bávaro, ya que habían sido admitidos en el ejército; El intento de Münch de alistarse en la Wehrmacht fue rechazado porque su trabajo como médico se consideró demasiado importante.

### Auschwitz
En junio de 1943, las Waffen-SS lo reclutaron como científico y lo enviaron al Instituto de Higiene de las Waffen-SS en Raisko, a unos 4 km (2,5 millas) del campo principal de Auschwitz. Münch trabajó junto a Josef Mengele, que tenía la misma edad y también procedía de Baviera. Münch continuó la investigación bacteriológica por la que era conocido antes de la guerra, además de realizar inspecciones ocasionales de los campos y los prisioneros.
Al igual que otros médicos, se esperaba que Münch participara en las denominadas 'selecciones' en el campo de concentración de Auschwitz-Birkenau, en las que se determinaba cuáles de los hombres, mujeres y niños judíos recién llegados serían asignados al trabajo forzado, utilizados en experimentos médicos o directamente enviados a las cámaras de gas para su exterminio. Consideró estas prácticas abominables y se negó a participar en ellas, hecho que fue confirmado por el testimonio de varios testigos durante su juicio. El libro sobre los médicos de las SS de Auschwitz de Robert Jay Lifton (1986), menciona a Münch como el único médico cuyo compromiso con el juramento hipocrático resultó más fuerte que el de las SS (capítulo 16 titulado: "Un ser humano en un uniforme de las SS").
Si bien Münch realizó experimentos con humanos, a menudo se trataba de farsas elaboradas destinadas a proteger a los reclusos, ya que los sujetos del experimento que ya no eran útiles generalmente eran asesinados. Según el testimonio del recluso, el médico Louis Micheels, el último acto de Münch antes de que se abandonara el campo fue proporcionarle un revólver para ayudarlo a escapar. Después de la evacuación de Auschwitz en 1945, Münch pasó dos meses en el campo de concentración de Dachau, cerca de Múnich.
Sin embargo, existen dudas sobre la veracidad de esta historia: otro ex recluso, Imre Gönczy alias "Emmerich", pinta un panorama muy diferente: supuestamente, Münch no solo participó en las selecciones, sino que también usó la carne de los cadáveres para cocinar un caldo que se utilizó como medio para sus microbios. Infectó a personas, incluido Gönczy, con reumatismo. Se conocieron poco antes de la muerte de Münch y la reunión fue cubierta por un periodista del periódico alemán Die Welt. En la reunión, Münch dijo que si pudiera retroceder en el tiempo y elegir ir a Auschwitz nuevamente, lo haría absolutamente, porque lo vio como una gran oportunidad.